# Hooge Graven Golfclub Ommen
Hooge Graven Golfclub Ommen is een Nederlandse golfclub in Arriën, gemeente Ommen. In 1987 gestart als 9 holes baan. In 1993 is de uitbreiding naar 18 holes gerealiseerd; op 25 september dat jaar officieel geopend door mr. Pieter van Vollenhoven.

## De baan
In het hart van het Overijsselse Vechtdal ligt golfbaan Hooge Graven. De 18-holes wedstrijdbaan en 9-holes Par 3-baan bieden uitdagingen voor zowel de gevorderde als beginnende speler. Er zijn uitgebreide oefenfaciliteiten, zoals een grote (deels overdekte) driving range, en greens om het putten en chippen te oefenen.
Deze schitterende bosbaan heeft een oppervlakte van 73 hectare. Stuifzand, heide, bos en waterpartijen vormen de natuurlijke entourage. Er wordt planmatig en systematisch gewerkt aan de instandhouding en verbetering van de natuurlijke biotopen en het landschap.